# Xã Squaw Grove, Quận DeKalb, Illinois
Xã Squaw Grove (tiếng Anh: Squaw Grove Township) là một xã thuộc quận DeKalb, tiểu bang Illinois, Hoa Kỳ. Năm 2010, dân số của xã này là 2.802 người.